# Uthukuli
Uthukuli es una ciudad y nagar Panchayat situada en el distrito de Tirupur en el estado de Tamil Nadu (India). Su población es de 10130 habitantes (2011). Se encuentra a 13 km de Tirupur y a 58 km de Coimbatore.

## Demografía
Según el censo de 2011 la población de Uthukuli era de 10130 habitantes, de los cuales 5027 eran hombres y 5103 eran mujeres. Uthukuli tiene una tasa media de alfabetización del 83,44%, superior a la media estatal del 80,09%: la alfabetización masculina es del 91,06%, y la alfabetización femenina del 75,97%.